# Syndroom van Charles Bonnet
Het syndroom van Charles Bonnet (Engels: Charles Bonnet syndrome (CBS)) is een aandoening waarbij verstandelijk gezonde mensen last hebben van hallucinaties, het waarnemen van dingen die er in werkelijkheid niet zijn. Deze beelden kunnen zich vermengen met de door de ogen waargenomen visie, waardoor realiteit en 'hersenschimmen' door elkaar lopen.

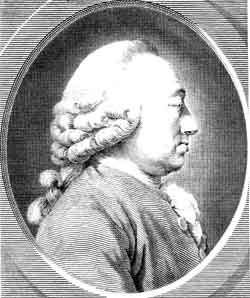
Portret van Charles Bonnet

## Het syndroom
Het syndroom is vernoemd naar de Zwitserse natuurwetenschapper Charles Bonnet (1720-1793), die de aandoening in 1769 voor het eerst beschreef bij zijn grootvader. Het komt onder meer voor bij mensen die op latere leeftijd (vaak 65+) slechtziend worden. Een groot verschil met een psychose is dat deze hallucinaties geen onderdeel zijn van een waansysteem en dat diegene die de hallucinaties ondergaat zich ervan bewust is dat de beelden niet echt zijn.
Geregeld zijn de beelden ook qua verhoudingen anders dan in de 'normaal' waargenomen werkelijkheid. Objecten, dieren of personen kunnen bijvoorbeeld (veel) te groot of klein zijn, of ongewoon van kleur of helderheid. Gewoonlijk verdwijnt een hallucinatie na verloop van seconden tot minuten.
In het geval van het syndroom van Charles Bonnet genereert het visuele systeem in de hersenen af en toe uit zich zelf visuele sensaties zonder dat het zintuig (het oog) een prikkel doorgeeft. Dit soort hallucinaties kennen vaak scherpe beelden, iets wat voor een slechtziende normaal gesproken niet meer mogelijk is.

## Auditieve variant
Er bestaat een akoestische variant die ook wel releasehallucinaties of Oliver Sacks syndroom  wordt genoemd.
Een groot deel van personen met een gehoorverlies ervaart ook oorsuizen, ook wel tinnitus. Dat kan de vorm aannemen van piepen, suizen, gebrom, of allerlei andere soorten geluid. Pas al dit geluid als betekenisvol waargenomen wordt, kan er gesproken worden van auditieve hallucinaties. Deze auditieve hallucinaties zijn te vergelijken met de visuele vorm van het syndroom van Charles Bonnet. Door de onderstimulatie van de hersenen, lijken deze te willen gaan compenseren en op zoek te gaan naar impulsen, vaak in het geheugengebied.
Het waarnemen van geluiden zonder dat er een externe bron aan te wijzen is, is op zich geen schadelijk symptoom, ondanks dat patiënten zich vaak ernstig zorgen kunnen maken over mogelijk onderliggende problematiek (die er vaak niet is). Het is belangrijk deze klachten zeer serieus te nemen, aangezien ze het maatschappelijk functioneren terdege in de weg kunnen staan. Een behandeling in een multidisciplinair team valt dan ook aan te raden. Soms helpt het het gehoor te herstellen; ook uitleg over de aandoening, in combinatie met lichte medicatie, kan verlichting bieden. Wel dient men alert te zijn op differentiaal diagnoses.